# Alberto Paloschi
Alberto Paloschi (* 4. Januar 1990 in Chiari) ist ein italienischer Fußballspieler.

## Karriere

### Im Verein
Paloschi gab sein Debüt für den AC Mailand am 20. Dezember 2007 im Hinspiel des Achtelfinales der Coppa Italia gegen Catania Calcio, in dem er ein Tor erzielte. Am 10. Februar 2008 spielte er erstmals in der Serie A, als er beim 1:0-Sieg gegen AC Siena für Serginho in der 63. Spielminute eingewechselt wurde und 18 Sekunden später sein erstes Tor erzielte. Am 27. August 2008 wurde er zum FC Parma transferiert. Mit dem FC Parma stieg er in der Saison 2008/09 in die Serie A auf. Für die Saison 2011/12 kehrte Paloschi zum AC Mailand zurück. Ab der Saison 2011/12 spielte Paloschi bei Chievo Verona. 
Im Januar 2016 wurde er von Swansea City verpflichtet. Nach zwei Treffern in zehn Ligapartien wechselte Paloschi bereits nach einem halben Jahr zurück nach Italien zu Atalanta Bergamo. In der Spielzeit 2016/17 spielte Atalanta zwar die beste Saison der Vereinsgeschichte, Paloschi kam in 13 Partien jedoch zu keinem Treffer. So wurde er im Sommer 2017 an den Aufsteiger SPAL Ferrara verliehen. Ferrara verpflichtete ihn im Anschluss fest. Anfang 2020 wurde er für ein halbes Jahr an Cagliari Calcio verliehen.

### In der Nationalmannschaft
Paloschi war in verschiedenen italienischen Jugend-Auswahlmannschaften aktiv. Bei einem ersten Einsatz für die U-17-Auswahl am 17. November 2006 erzielte er in der Partie gegen Andorra sein erstes Tor. Nachdem er in der italienischen U-17 regelmäßig aufgelaufen war, wurde er in der U-18-Auswahl nicht eingesetzt und kam im Folgejahr für die U-19-Auswahlmannschaft zum Einsatz. Weiters wurde der Angreifer auch in der U-20- und U-21-Auswahlmannschaft eingesetzt, bei der er sich im Verlauf des Kalenderjahres 2009 einen Stammplatz sicherte.
Im Juni 2013 wurde Paloschi mit der von Devis Mangia trainierten U-21 bei der Europameisterschaft in Israel Zweiter, nachdem man das Finale gegen Spanien mit 2:4 verloren hatte.
Im Mai 2015 nominierte Nationaltrainer Antonio Conte Paloschi für einen Lehrgang der italienischen Nationalmannschaft, der zur Vorbereitung auf die Länderspiele gegen Kroatien und Portugal stattfand. Paloschi wurde für die beiden Partien jedoch nicht weiter berücksichtigt.

## Erfolge
- Italienischer Supercupsieger: 2011
- U-21-Vize-Europameister: 2013